# Vanesa Kaladzinskaya
Vanesa Kaladzinskaya (en bielorruso: Ванэса Каладзінская; en ruso: Ванесса Колодинская, Vanessa Kolodinskaya; Babruisk, 27 de diciembre de 1992) es una deportista bielorrusa que compite en lucha libre.
Participó en dos Juegos Olímpicos de Verano, obteniendo una medalla de bronce en Tokio 2020, en la categoría de 53 kg; y el octavo lugar en Londres 2012 (categoría de 48 kg).
Ganó tres medallas de oro en el Campeonato Mundial de Lucha entre los años 2012 y 2023, y cinco medallas en el Campeonato Europeo de Lucha entre los años 2017 y 2024.

## Palmarés internacional
| Juegos Olímpicos   | Juegos Olímpicos   | Juegos Olímpicos  | Juegos Olímpicos |
| Año                | Lugar              | Medalla           | Categoría        |
| ------------------ | ------------------ | ----------------- | ---------------- |
| 2020               | Tokio (Japón)      | Medalla de bronce | 53 kg            |
| Campeonato Mundial |                    |                   |                  |
| Año                | Lugar              | Medalla           | Categoría        |
| 2012               | Edmonton (Canadá)  | Medalla de oro    | 48 kg            |
| 2017               | París (Francia)    | Medalla de oro    | 53 kg            |
| 2023               | Belgrado (Serbia)  | Medalla de plata  | 53 kg            |
| Campeonato Europeo |                    |                   |                  |
| Año                | Lugar              | Medalla           | Categoría        |
| 2017               | Novi Sad (Serbia)  | Medalla de oro    | 53 kg            |
| 2018               | Kaspisk (Rusia)    | Medalla de plata  | 53 kg            |
| 2019               | Bucarest (Rumania) | Medalla de bronce | 53 kg            |
| 2020               | Roma (Italia)      | Medalla de oro    | 53 kg            |
| 2024               | Bucarest (Rumania) | Medalla de oro    | 53 kg            |